# Free Kitten

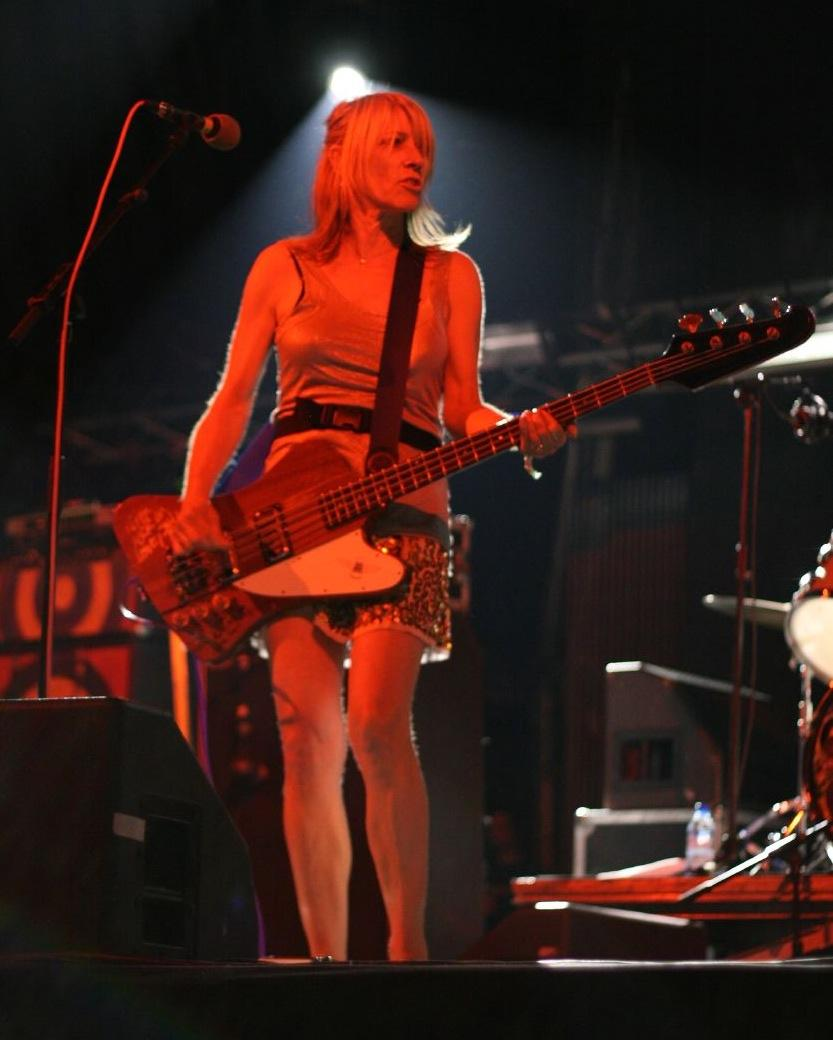
Kim Gordon

Free Kitten is een gelegenheidsband met Kim Gordon van Sonic Youth en Julia Cafritz van Pussy Galore. Later voegden Yoshimi P-We van Boredoms op drums en Mark Ibold van Pavement op basgitaar zich bij hen.
Een aantal albums en singles verscheen op Kill Rock Stars, waaronder een 12-inchremix met DJ Spooky. In 1993 werd opgetreden op Lollapalooza. In 2008 verscheen het tot nu toe meest recente album, Inherit.

## Discografie

### Albums
| Titel                 | Verschijningsdatum | Label           |
| Nice Ass              | 1995               | Kill Rock Stars |
| Sentimental Education | 1997               | Kill Rock Stars |
| Inherit               | 2008               | Ecstatic Peace  |

### Ep's
| Titel             | Verschijningsdatum | Label           |
| Call Now          | 1992               | Ecstatic Peace  |
| Punks Suing Punks | 1996               | Kill Rock Stars |

### Singles
| Jaar | Titel                      | Label                            |
| ---- | -------------------------- | -------------------------------- |
| 1992 | "Yoshimi Vs. Mascis" split | Time Bomb                        |
| 1993 | "Oh Bondage Up Yours!"     | Sympathy for the Record Industry |
| 1993 | "Lick!"                    | In The Red                       |
| 1993 | "Special Groupie"          | SOS                              |
| 1994 | "Sex Boy"                  | Radiation                        |
| 1994 | "Harvest Spoon"            | Wiiija                           |
| 1997 | "Chinatown Express"        | Kill Rock Stars                  |